# Cementoven Antoing
De cementoven van Antoing bevindt zich in de Belgische provincie Henegouwen. De fabriek ligt naast de Schelde, in de gemeente Antoing, grenzend aan de stad Doornik. Ze werd gebouwd in 1929 onder het bedrijf CBR, wat in november 2021 overgenomen werd door Heidelberg Materials. De cementoven is een onderdeel van de fabriek nodig voor de productie van cement, het bindmiddel van beton. De oven die zeer hoge temperaturen bereikt, vormt het hart van de fabriek. De hele site focust zich op de continue werking van de oven, van de ontginning van de grondstoffen in de nabijgelegen groeve tot de export van afgewerkte klinkers.

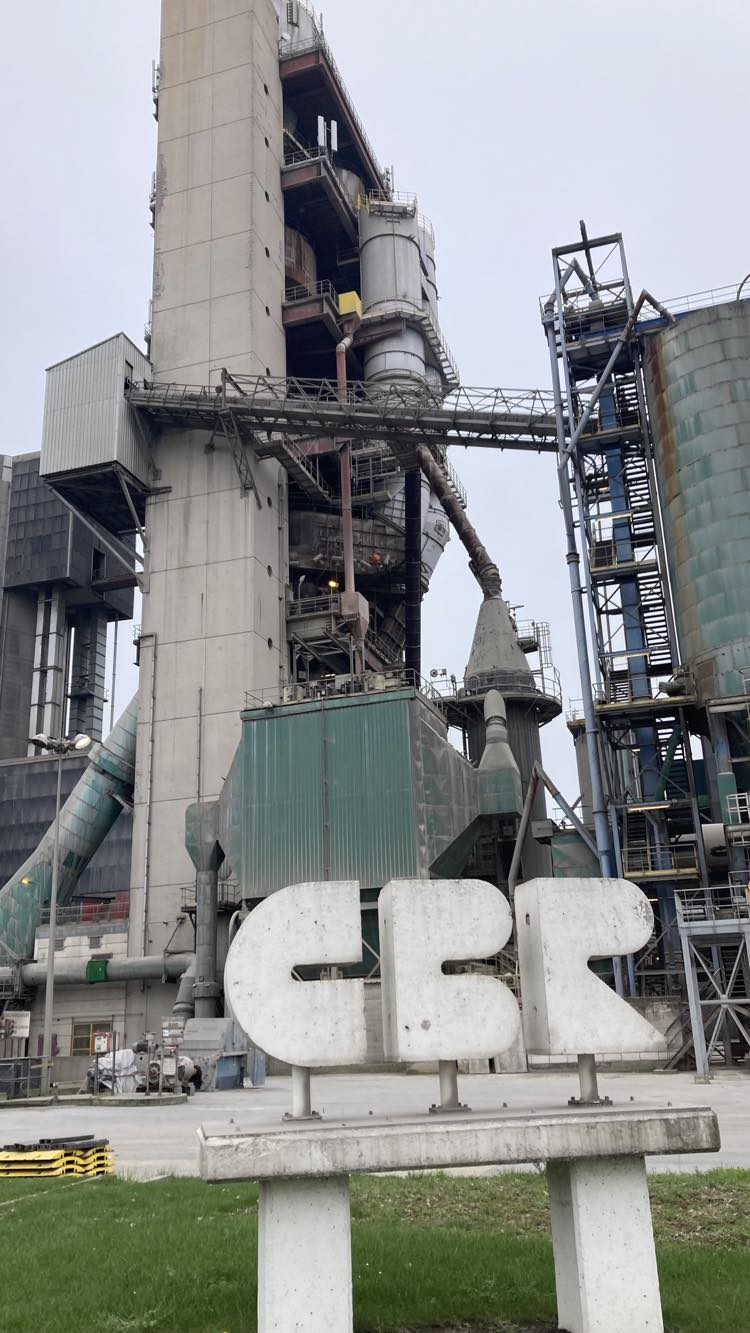
Inkomsite Antoing

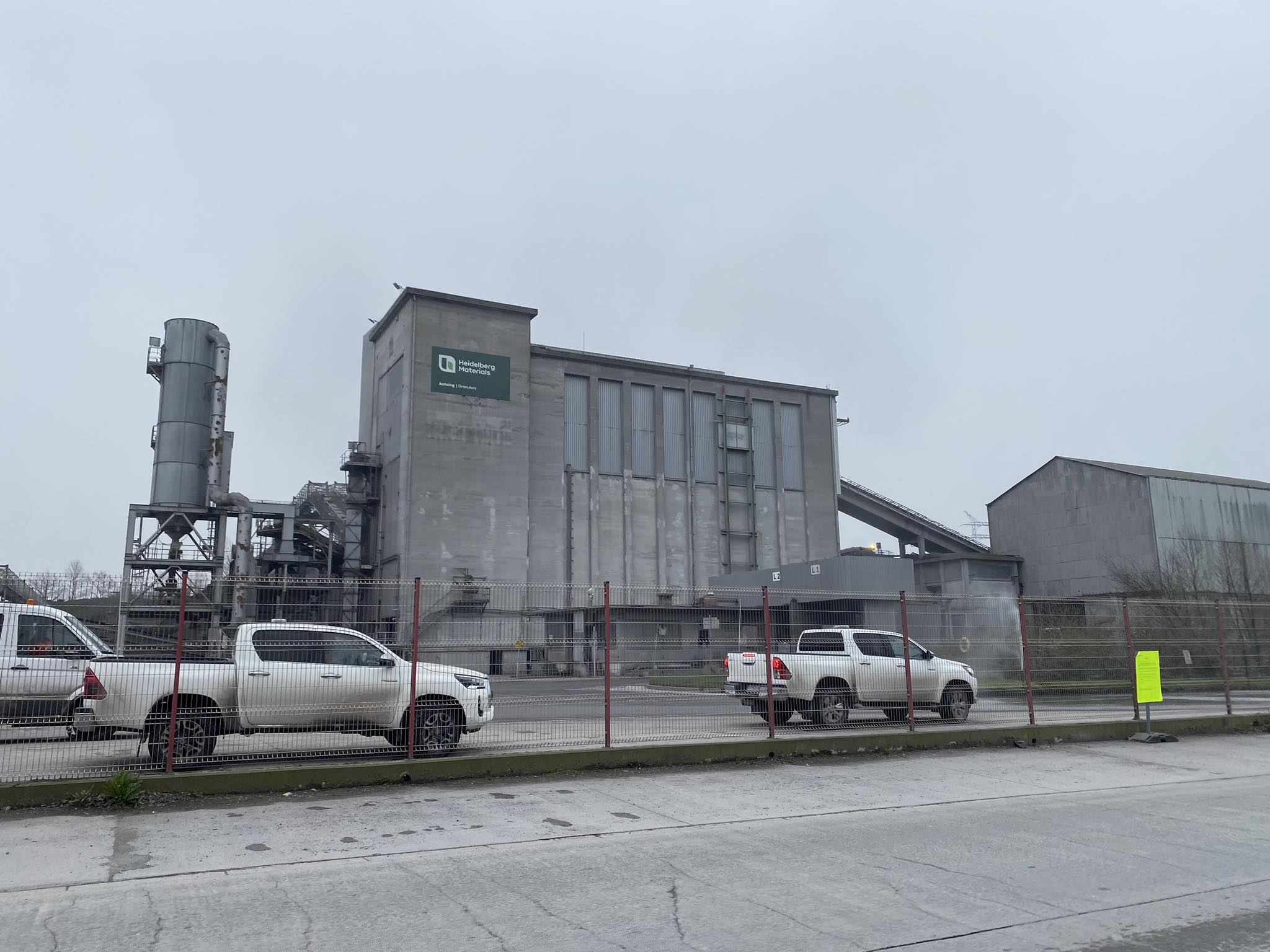
Straatbeeld cementfabriek Antoing

## Geschiedenis
De kunstmatige portlandcementindustrie begon in België in 1872 met de eerste fabriek in Cronfestu, nabij Binche. Tegen 1897 waren er al 13 fabrieken in België. De productie overtrof de binnenlandse vraag, waarbij een groot deel werd geëxporteerd naar Nederland. Deze opkomst leidde niet alleen tot technologische vooruitgang, maar bracht ook aanzienlijke financiële veranderingen met zich mee, waardoor veel familiebedrijven omgezet werden in Belgische vennootschappen maar ook vaak overgenomen werden door buitenlandse bedrijven.
In 1926 verwierf CBR een aandeel van bijna 4 miljoen Belgische frank in de Société Carrières a Chaux et a Ciments du Coucou in Antoing, waardoor ze de facto controle kreeg over het bedrijf.
Op 18 juni 1929 fuseerden de oude onderneming en de Société Carrières et Fours à Chaux et à Ciments du Coucou in Antoing tot CBR, profiterend van gunstige belastingvoorwaarden.
Na 1973 daalde het verbruik van cement in Europa's geïndustrialiseerde landen gemiddeld met 2% per jaar door de economische crisis, wat ernstige gevolgen had voor de bouwsector en specifiek voor de CBR-groep, gezien cementproductie zeer energie-intensief is. In 1978 was de geconsolideerde winst van de Belgische groep bijna nihil, en tijdens deze crisis verdwenen de laatste onafhankelijke cementproducenten. CBR nam deel aan deze consolidatie en bereikte eind 1981 een akkoord met Cimescaut, eigenaar van een fabriek in Antoing. CBR nam de cementactiviteiten van Cimescaut over en richtte samen met hen Carrières d'Antoing op, waarin Cimescaut zijn kalksteenafzetting inbracht.
In 1981 besloot CBR de cementproductie te herstructureren vanwege een krimpende markt en stijgende energiekosten, waarbij klinkers volgens het natte proces werden vervangen door droogprocesovens. Het bedrijf concentreerde zijn klinkerproductie in drie grootschalige droogprocesovens: Maastricht (onderdeel van E.N.C.I.), Lieze en een nieuwe site in Antoing. In 1983 voerde C.B.R. een belangrijke kapitaalverhoging door om herstructurerings- en ontwikkelingsinvesteringen te financieren, waaronder de bouw van de nieuwe klinkerfabriek in Antoing. Deze fabriek, voltooid in juni 1986, was destijds een voorbeeld van automatisering met een productiecapaciteit van 110 ton klinker per uur. Op 22 november 2023 veranderde de naam CBR officieel naar Heidelberg Materials Benelux, waarna vrachtwagens snel met het nieuwe logo en de naam op de wegen verschenen.

## Eigendomsstructuren
Zoals uit de geschiedenis van verschillende overnames blijkt, is de site in Antoing niet meer in Belgische handen. In grote lijnen zijn de kleine familiebedrijven verdwenen, overgenomen door enkele multinationals. In de cement- en betonindustrie zijn nog maar een paar grote bedrijven actief in Europa: Cementir Holding, LafargeHolcim en Heidelberg Cement.
Momenteel is de fabriek in Antoing bezit van het Duitse bedrijf Heidelberg Materials. In de nabijgelegen groeves zijn meerdere bedrijven actief, waaronder Heidelberg Materials, Sagrex en Holcim.
Heidelberg Materials' cementactiviteiten in België, die in 1993 zijn gestart na de overname van CBR, omvatten de productie en verkoop van een breed scala aan cementsoorten voor de bouw, openbare werken en civiele techniek. Het bedrijf biedt genormaliseerde, verpakte en bulkcementen aan onder dezelfde marktnaam.
Heidelberg Materials bestaat al sinds het einde van de 19e eeuw, ooit ontstaan uit een brouwersfamilie. Sinds 1993 zijn ze actief in België. Momenteel is Heidelberg Materials wereldleider in productie van granulaten. Heidelberg Materials staat op de tweede plaats, net achter China, met 126,5 miljoen ton geproduceerd cement per jaar. Op vlak van beton staan ze op de 3e plaats.
In België bezit Heidelberg Materials over meerdere interessante sites: in Lieze vindt het hele cementproductie-proces plaats. In Antoing vindt het cementproductieproces slechts plaats tot en met de productie van klinker, het effectieve eindproduct wordt pas in de fabrieken in Gent etc. bekomen.

## FeBelCem
De vijf cementbedrijven actief in België (CCB, Cemminerals, Heidelberg Materials, Holcim en VV/M Cement) zijn aangesloten bij FEBELCEM: federatie van de Belgische Cementnijverheid. Samen produceren zij jaarlijks ca. 6.000.000 ton grijs cement. Het zakencijfer van de sector wordt op 656 miljoen euro geschat. Er zijn een 1000- tal werknemers actief in de cementproductiesector in België. Vanwege de toenemende modernisering van apparatuur en de geleidelijke automatisering van productieprocessen, doen ze voor namelijk beroep op gespecialiseerd personeel. Daarnaast ontstaan ongeveer 10.000 indirecte banen in aanverwante sectoren zoals stortklaar beton, prefabbeton en granulaten.
Vanwege de hoge behoefte aan hitte en de chemische reacties die betrokken zijn bij cementproductie, wordt hierbij jaarlijks zo'n 4 miljard ton CO2 veroorzaakt door de mondiale betonindustrie – ruwweg 8% van de wereldwijde CO2 -uitstoot. Als de cementproductie een land zou zijn, zou ze op de derde plaats staan op de lijst van grootste uitstoters, met alleen China en de VS vóór zich.

## Productie

### Materialen
Modern beton is samengesteld uit het bindmiddel cement en uit een of meer toeslagmaterialen zoals zand, grind of steenslag. Cement, veelal een anorganisch mengsel van calcium-silicaten, heeft de eigenschap dat het reageert met water tot de vorming van calcium-silicaat-hydraten. Deze hydraten vormen een netwerk en geven aldus de sterkte aan het cement in het beton.

#### Ontginning op de groeve

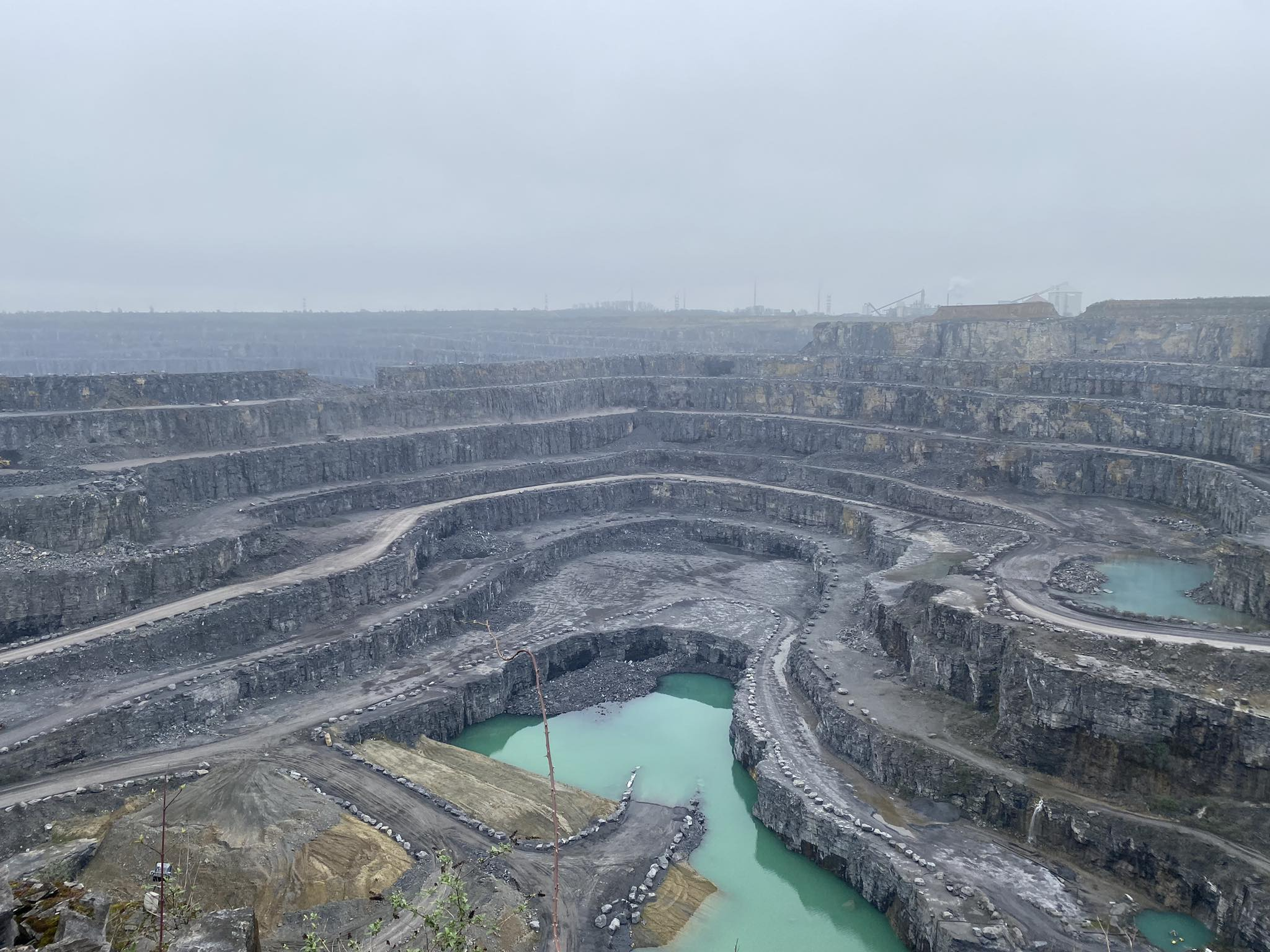
Groeve Antoing / Cimescaut.

De CBR-groeve in Antoing produceert Portland-klinker voor de cementovens in Gent, Rotterdam en IJmuiden. Om 1.000 kiloton klinker per jaar te kunnen produceren, gebruikt CBR Antoing ook de kalksteen van de naburige groeve ‘la Carrière de Lemay’ als ruw materiaal. In de vestigingen van Gent en Mons wordt de klinker van Antoing gebruikt om tot cement te vermalen.
Carriere Cimescaut is eigendom van CBR sinds 1982 en hierin wordt geopereerd door Sagrex. Samen met de aangrenzende Carriere Lemay (Sagrex) en Carriere du Milieu (Holcim), beslaat de groeve een oppervlakte van 240 hectare. De grens tussen Carriere Lemay en Carriere Cimescaut wordt momenteel afgebroken, met de bedoeling om de twee groeves samen te voegen.
De groeve produceert per jaar 2.3 Mt aan kalksteen, een sedimentair gesteente dat hoofdzakelijk bestaat uit calciumcarbonaat. Deze steen is bijzonder geschikt voor de samenstelling van cementbeton. Er wordt ook 1.4 Mt aan klinker ontgonnen en gebruikt als grondstof in de fabriek van Heidelberg Materials. De bovenste deklaag wordt afgegraven en hiermee wordt de Trou Billemont-heuvel naast de site gebouwd en ingericht als natuurgebied. Zeldzame planten die alleen op een kalkrijke ondergrond gedijen zullen hier een plek krijgen.

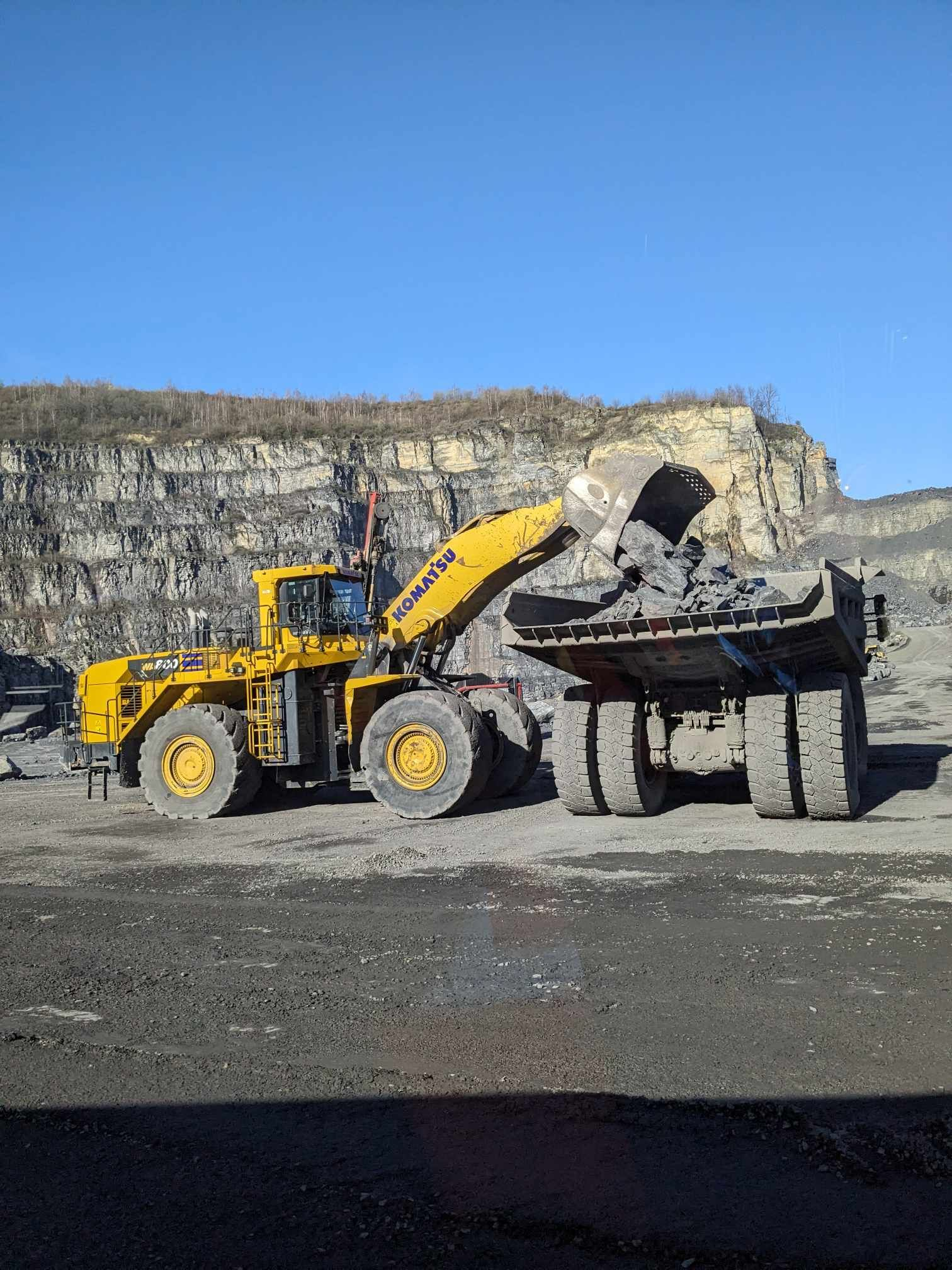
Werkzaamheden groeve Antoing.

Om de waardevolle stenen te ontginnen wordt er gewerkt met dynamiet: dagelijks om 12u30 vindt er een ontploffing plaats waarbij er brokstukken vrijkomen. De lagen gesteentes zijn in Cimescaut interessant wegens hun sterke horizontaliteit, dit maakt het gemakkelijker om ze te ontginnen. Er zijn 8 'terrassen van telkens 10-20 meter. Men vermoedt dat er hier 3 miljoen jaar geleden een zee was, wat de afzet van calcium hier verklaart.
De ontgonnen klinker wordt uitsluitend per schip vervoerd: dit verklaart de gunstige locatie aan de Schelde.

#### 'Rive Gauche' in Antoing
Na meer dan twee jaar voorbereiding, is op woensdag 26 oktober 2022 de daadwerkelijke ontginning van kalksteen gestart op de Rive Gauche-site in Antoing-Doornik met een eerste gecontroleerde explosie. Deze locatie valt onder de eigendom van het bedrijf Holcim, ook actief in de regio, en is dus geen eigendom van Heidelberg Materials (die dus wel de cementoven in Antoing beheren).
Dit markeert een belangrijke mijlpaal in de exploitatie van deze steengroeve met een reserve van meer dan 300 miljoen ton. Het voorziet in lange termijn bevoorrading, met name voor de toekomstige nieuwe klinkeroven, waarvoor vergunningen en investeringsovereenkomsten nog moeten worden verkregen, nadat we gedurende 15 jaar bevoorraad zijn geweest vanuit reserves aan de rechteroever van de Schelde. Volgens het exploitatieschema moeten tegen 2040 ongeveer 5,5 miljoen m³ niet-valoriseerbare stenen en bovenlagen worden verwijderd en opgeslagen op de linkeroever van de site, en ongeveer 10 miljoen m³ kalksteen worden gecommercialiseerd.

#### Andere materialen (schredderafval)
In diverse installaties voor de recyclage van afgedankte auto's worden metalen gescheiden van brandbare stoffen zoals kunststof en rubber. De zware fractie van het shredderafval bezit aanzienlijke warmtecapaciteit en kan derhalve dienen als brandstof in cementovens. Het gebruik van shredderafval als secundaire brand- en grondstof is beperkt tot de CBR-fabriek in Antoing. Daar wordt het direct ingezet in de precalcinatie zonder noodzaak tot fundamentele voorbehandeling, zoals verkleining. Het chloorgehalte van shredderafval is doorgaans hoog door aanwezigheid van chloorhoudende rubbers. Het verbranden van dergelijk afval in de cementindustrie vereist aanvulling met voldoende chloorarme stromen. Zware metalen in shredderafval vormen doorgaans geen probleem voor het proces, hoewel eventuele accumulatie in de klinker problematisch zou kunnen zijn.

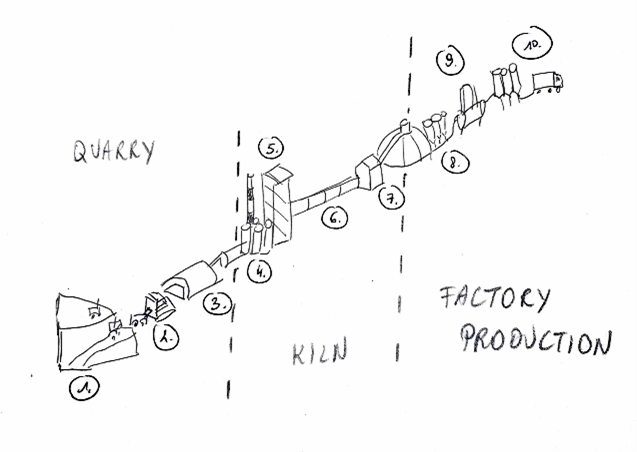
Het productieproces van cement in verschillende stappen. Eigen werk.

### Productieproces
Stappen productieproces volgens afbeelding:
1. Ontginnen kalksteen in de groeve.
2. Breken van kalksteen in fijnere stukken.
3. Pre-homogenisering en verwerking kalksteen tot ruw poeder (meel), waarvan de samenstelling zorgvuldig gecontroleerd wordt voordat het naar de oven gaat. Dit poeder bestaat uit 3 essentiële cementcomponenten: kalksteen (CaCO3), silica (SiO2) en alumina (Al2O3). Het poeder kan soms ook worden gemengd met ijzeroxide, hoogovenslakken uit de staalindustrie of met vliegas uit de kolengestookte centrales. Dit poeder wordt vervolgens naar de oven gebracht.
4. Het meel gaat naar een precalcinator waar het bij 800°C wordt verwarmd en decarbonatatie en dehydratatie plaatsvinden.
5. Precalcinatie: het poeder wordt naar de top van de voorverwarmingstoren gebracht waar het tot 900 graden wordt verhit.
6. Klinkerproductie in de draaioven waar het bij 1450°C wordt verhit en sintering plaatsvindt, hierbij wordt de silica geactiveerd en gecombineerd met kalk en aluminium.
7. Na het verlaten van de oven worden de klinkers afgekoeld tot 100°C in een luchtkoelinstallatie en opgeslagen in silo's. Voor cementproductie zijn klinkers het halffabricaat.
8. Klinkers worden samen met calciumsulfaat, vliegas, kalksteen en hoogovenslakken vermengd.
9. Het mengsel wordt vermalen tot poeder in een kogelmolen en/of rollenpers.
10. Het poeder wordt gesorteerd op grootte door een afscheider, te grote korrels worden opnieuw vermalen. De fijnheid van het poeder bepaalt de sterkteklasse van het cement. Na het vermalen wordt het cement afgekoeld en opgeslagen in grote silo's per cementsoort.

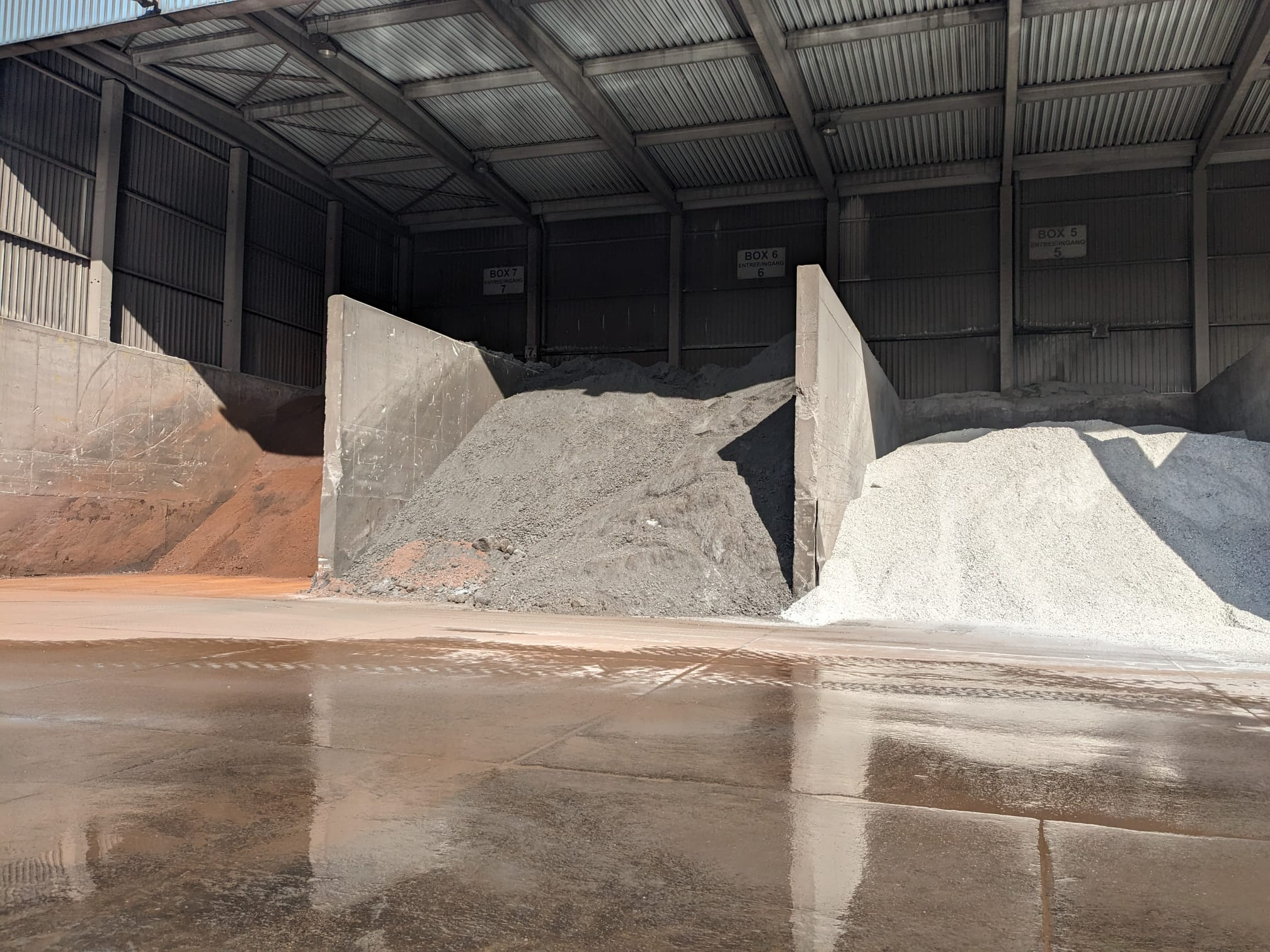
toeslagstoffen klinkerproductie

Op de site van Antoing wordt het proces slechts tot en met stap 7 gedaan. De klinkerkorrels worden na het afkoelen in Antoing getransporteerd naar andere sites in België waar ze worden fijngemalen tot een poeder om vervolgens te kunnen opslaan in cementsilo’s. Uiteindelijk vormt dit cement een hydraulisch bindmiddel dat reageert met water om te verharden.

### Oven

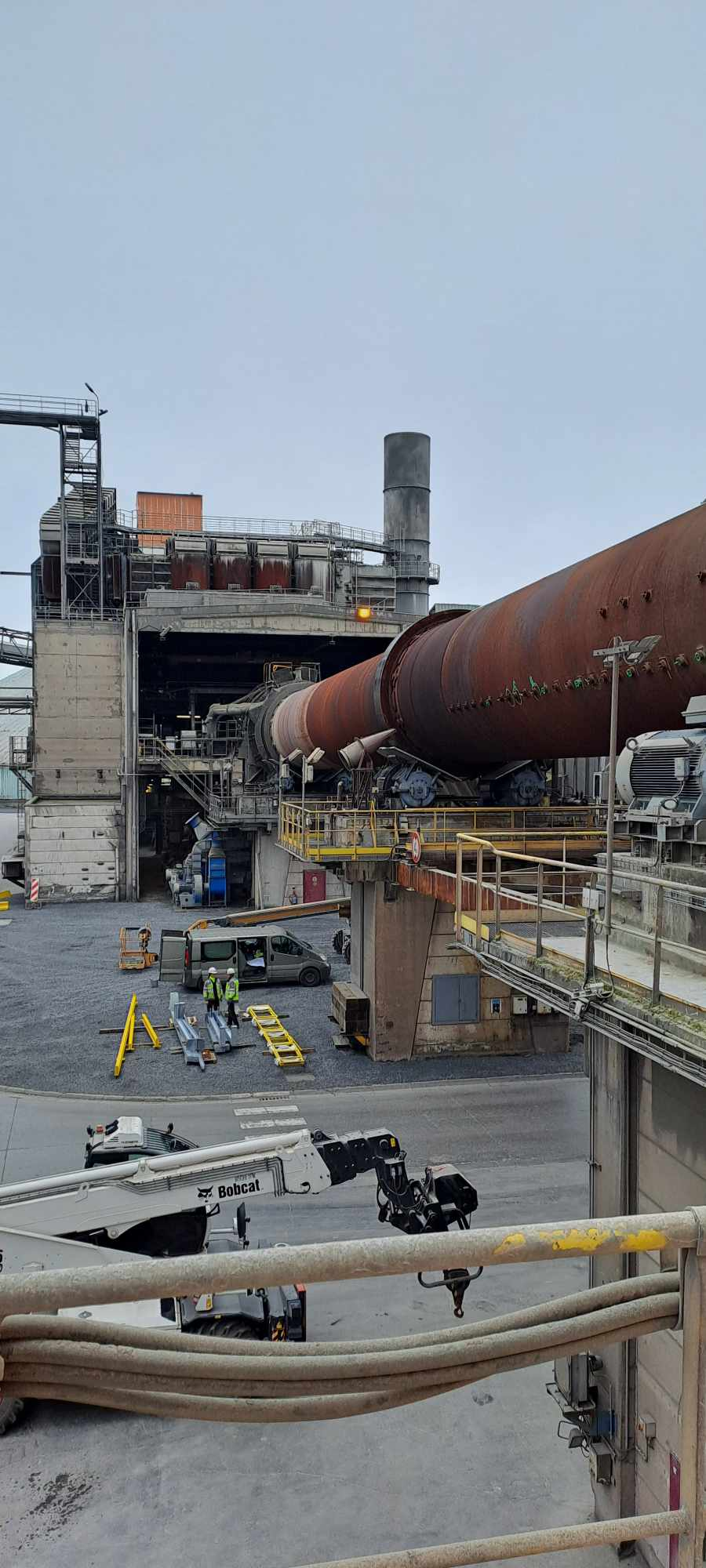
Cementoven Antoing

Op de locatie Antoing van Heidelberg Materials bevindt er zich maar één cementoven met een capaciteit van 3250 ton klinker per dag. Zoals eerder vermeldt bestaat deze uit 3 zones: de winning, dosering en menging van grondstoffen, de oven zelf, en het verpletteringsproces van het resulterende product. De oven van Antoing weegt in zijn geheel 820 ton, bestaande uit enerzijds 350 ton staal en anderzijds 470 ton vuurvast materiaal. De vuurvaste stenen beschermen het metalen omhulsel van de oven tegen de hoge temperaturen. De oven van Antoing is 67 meter lang en draait aan een snelheid van 3.5-4.2 omwentelingen per minuut. De voorverwarmtoren waar het calcinatieproces plaatsvindt, is 88m hoog.
In Januari 2016, werd de trommel van de cementoven die dateerde uit 1986 vervangen door een nieuw exemplaar. Er waren bepaalde vervormingen in de oude trommel die onvoorziene productiestops tot gevolg zouden kunnen hebben. De nieuwe trommel van de oven werd geleverd door het Ateliers Louis Carton uit Doornik. De metalen buis van 23 meter lang heeft een diameter van 3,9 meter, en weegt 110 ton.
Gedurende eenmaal per jaar wordt voor een periode van drie weken de installatie stilgelegd, om het materieel te controleren, te onderhouden en te verbeteren.

## Milieu-impact

### Koolstofdioxide
Tijdens het productieproces komt koolstofdioxide vrij. Tijdens de chemische reactie van kalksteen naar calciumoxide komt 60-68% van de totale CO2 uitstoot vrij. De rest van de uitstoot, 32-40% dus, komt vrij tijdens het verbrandingsproces aan hoge temperaturen van brandstoffen in de oven: de CO2 is afkomstig van de brandstof nodig voor de voorverwarmtoren en het verwarmen van de oven zelf. De continue werking van de oven is heel belangrijk: het kost zeer veel energie om de oven uit te schakelen en nadien weer aan te schakelen.
Er zijn grote ambities om de milieu-impact van de gehele site in Antoing te verminderen. Met de uitstoot van 800.000 ton CO2 per jaar, doet Heidelberg Materials een belangrijke bijdrage aan de klimaatvervuiling. In België werd er in 2022 103 Mt CO2 uitgestoten, over alle sectoren samen. Met een uitstoot van 0,8 Mt is de cementoven van Antoing verantwoordelijk is voor ongeveer 1% van de totale uitstoot van België. Om deze uitstoot te compenseren zou er bijan 67.000 hectare aan bomen moeten worden aangelegd, wat neerkomt op meer dan 33 miljoen bomen.
De oven verwarmen met groene energie is maar voor 32% de oplossing. Van deze energie, is momenteel al 65% afkomstig uit een alternatieve bron. De primaire energie-bron komt nog steeds uit kolen, dus nog steeds voor een goede 35%.
In 2010 heeft CBR in Antoing al een nieuwe ‘Low NOx’ brander geïnstalleerd. CBR zal eveneens de zogenaamde ‘Selective Non Catalytic Reduction’-techniek (SNCR) toepassen in Antoing, Lieze en Harmignies. Dit systeem zal een vermindering van de NOx emissie met 30% in 2015 ten opzichte van 2009 mogelijk maken.

### Ambities en plannen
Heidelberg Materials meldt dat het een nieuw veelbelovend project op poten heeft gesteld: Arthemis Carbon Capture. Dit zal er vermoedelijk tegen 2029 komen. Hiervoor heeft Heidelberg Materials 450 miljoen euro investeringen nodig, waarvan steeds door de staat zal gesubsidieerd worden. Bij dit project wordt enkel gefocust op het opvangen van CO2-uitstoot, dit biedt geen verdere winst voor de fabriek. Het project zal Heidelberg Materials' OxyCal-model implementeren, dat Oxyfuel en amine-gebaseerde koolstofvangtechnologie combineert. Wanneer operationeel, zal het systeem 800.000 ton per jaar CO2 vastleggen, waardoor de CO2-voetafdruk van cementfabriek in Antoing met 97% wordt verminderd.
Dominik von Achten, voorzitter van Heidelberg Materials, zei: "We zijn verheugd om nog een baanbrekende technologie toe te voegen aan onze CCUS-projectportfolio en voort te bouwen op wat we al hebben bereikt op het gebied van onderzoek en innovatie. Alleen al vanuit de Antoing-fabriek zullen we gedurende de eerste 10 jaar van operatie meer dan 15 miljoen ton koolstofvrij cement aan de bouwmarkt kunnen aanbieden." Von Achten besloot met te zeggen: "Dit is een belangrijke bijdrage aan de overgang van België naar netto nul broeikasgasemissies."
Heidelberg Materials zou werken aan het beperken van uitstoot door middel van ondergrondse CO2-opslag. Er zijn drie mogelijke methoden om CO2 op te vangen.
1. De eerste methode is de afvang van CO2 vóór het verbrandingsproces, bekend als het pre-combustion capture proces. Hierbij wordt fossiele brandstof omgezet in syngas (een mengsel van koolmonoxide en waterstof) met behulp van zuurstof en/of water. Door de water-gas-shift-reactie wordt CO en water deels omgezet in CO2 en H2, waarna het CO2 wordt afgescheiden. Dit resulteert in gas met vrijwel zuivere waterstof, wat bij verbranding alleen water produceert, geen CO2.
2. De tweede methode is het post-combustion capture proces, waarbij CO2 wordt gebonden aan een aminevloeistof en vervolgens gescheiden en opgevangen wordt.[20]
3. De laatste methode is het oxyfuel combustion proces, waarbij verbranding plaatsvindt met pure zuurstof, waardoor de rookgassen vrij zijn van stikstofverbindingen en een hoog percentage CO2 bevatten dat gemakkelijk afgevangen kan worden. Deze technologie vereist wel de productie van pure zuurstof, die al geruime tijd wordt toegepast bij glasproductie.[20]

### Water
Naast de inspanningen van het bedrijf om hun CO2-uitstoot te verminderen, gaat er ook aandacht naar waterbeheer op de site. Het water dat tijdens het productieproces wordt gebruikt, wordt niet geloosd in de schelde, maar direct naar het waterbekken van SWDE (Société Wallonne de Eaux) geleid. SWDE heeft daar een waterzuiveringsinstallatie gebouwd om het afvalwater te behandel voor consumptie. Hierdoor wordt maar liefst 95% van het afvalwater uit de groeve omgezet in drinkwater, in samenwerking tussen Sagrex en SWDE.

### Bypass-technologie voor chloor
Bij cementovens wordt bypass-technologie gebruikt om de chloor- en alkalicycli te verminderen. Een deel van het hete, stofhoudende ovengas met vluchtige componenten wordt apart gekoeld en ontstoft om te voorkomen dat deze componenten terugkeren in de cyclus. Een chloorbypass verhelpt opstartproblemen bij hoge chloorinvoer, terwijl een alkalibypass de productie van low-alkali cement mogelijk maakt. Het verminderen van zwavelemissies via bypass-technologie is niet effectief gebleken. CBR's fabriek in Antoing heeft een chloorbypass die maximaal 15% van het ovengas behandelt, maar dit heeft geen effect op zwavelemissies. Nadelen van bypass-technologie zijn reststofproblemen en een verhoogd energieverbruik door het koelen van ovengas met water, waardoor warmte niet benut kan worden in de kalksteendroger.

### Vezelcementafval
De klinkeroven van CBR Antoing recupereert vezelcementafval van Eternit, de Belgische marktleider in oplossingen voor daken, gevels en wanden. Vezelcement, bestaande voor 75% uit cement, is een cruciaal product voor Eternit. Een deel van het geproduceerde harde vezelcementafval wordt momenteel rechtstreeks gerecupereerd in de klinkeroven van CBR Antoing, wat illustreert hoe afval opnieuw naar de bron wordt gebracht, volgens Luc Van der Heyden, Adjunct Directeur Redco. Redco, als strategisch onderzoeksbedrijf van de Etex Group, heeft nagedacht over manieren om de afvalstromen van dochterbedrijf Eternit optimaal te valoriseren.
Het structurele afval van Eternit bestaat voornamelijk uit versnijdingsresten, productiestoringen of werfafval. Gezien de cementrijke samenstelling van Eternit's dakproducten, is het logisch dat CBR als cementpartner een belangrijke rol speelt. Het afvalproces omvat het breken van hard vezelcementafval op een externe breekwerf, waarna het naar de fabriek van CBR Antoing wordt vervoerd en verwerkt in de klinkeroven.
Luc Van der Heyden, tevens Project Manager Mineral Binders and Fillers, Fibrecement Materials, benadrukte in 2011 de voordelen van deze toepassing, waarbij de chemische samenstelling van het afval sterk overeenkomt met die van een normaal klinkergrondstoffenmengsel. Jaarlijks levert Eternit ongeveer 6.000 ton voorgebroken vezelcementafval aan CBR Antoing, wat resulteert in aanzienlijk minder ontginning van primaire grondstoffen door CBR.

### Ternocem
In 2012 startte de HeidelbergCement Groep een onderzoeksproject naar de ontwikkeling van de toen zogenoemde BCT-klinker. Intussen zijn er verschillende proefmalingen in ENCI Maastricht gerealiseerd met deze alternatieve klinker, die ondertussen de naam Ternocem-klinker kreeg. Bij de productie van Ternocem-klinker komt tot 30% minder CO2 vrij dan bij de productie van gewone Portlandklinker. Dat blijkt uit onderzoek in het HeidelbergCement Technology Center (HTC) in Leimen (Duitsland). De groep streeft er nu naar om een Ternocem-klinker te maken met een vergelijkbaar gedrag als traditionele Portlandklinker.

### Biodiversiteit op de groeve
De exploitatie van een steengroeve leidt tot het ontstaan van omgevingen die zeldzaam zijn geworden in België, zoals kliffen, rotsachtige of zanderige oppervlakken, tijdelijke waterlopen, kalkgrasland of schrale weiden... Deze habitats, die ontstaan zijn door de mijnactiviteit, maken het ontstaan en de ontwikkeling van populaties van pionierssoorten met een biologische waarde mogelijk.
In aanvulling op het industriële proces, besteedt de CBR groep in samenwerking met het project Life in Quaries aanzienlijke aandacht aan het onderzoeken (en preserveren) van de biodiversiteit in hun groeves. De originaliteit van dit project is gebaseerd op de implementatie van maatregelen voor biodiversiteitsbeheer tijdens de winningsfase en niet alleen als onderdeel van de rehabilitatie aan het einde van de werken. In België profiteren verschillende zeldzame en beschermde soorten van de habitats die ontstaan door mijnbouwactiviteiten. Dit is onder andere het geval voor de zandzwaluw, hagedissen, rugstreeppadden, orchideeën, vlinders, typische algen van arme milieus zoals de kranswieren. De maatregelen getroffen in dit project zijn online te vinden.